# لويس فاسكيز (لاعب كرة قدم)
لويس فاسكيز (بالإسبانية: Luis Erney Vasquez) هو لاعب كرة قدم كولومبي في مركز حراسة المرمى، ولد في 1 مارس 1996 في Florida, Valle del Cauca ‏ في كولومبيا. شارك مع منتخب كولومبيا تحت 17 سنة لكرة القدم ومنتخب كولومبيا تحت 20 سنة لكرة القدم. أما مع النوادي، فقد لعب مع إنديبندينتي ميديلين.

## وصلات خارجية
- لويس فاسكيز على موقع قاعدة بيانات كرة القدم.إي يو (الإنجليزية)
- لويس فاسكيز على موقع Soccerway.com (الإنجليزية)
- لويس فاسكيز على موقع أوليمبيديا (الإنجليزية)
- لويس فاسكيز على موقع AS.com (الإسبانية)